# Fossombronia crispula
Fossombronia crispula là một loài Rêu trong họ Fossombroniaceae. Loài này được (Brot.) R.M. Schust. mô tả khoa học đầu tiên năm 1992.